# Gephyroneura cosmia
Gephyroneura cosmia är en fjärilsart som beskrevs av Turner 1921. Gephyroneura cosmia ingår i släktet Gephyroneura och familjen Anthelidae. Inga underarter finns listade i Catalogue of Life.